# Jaime Vieira Rocha

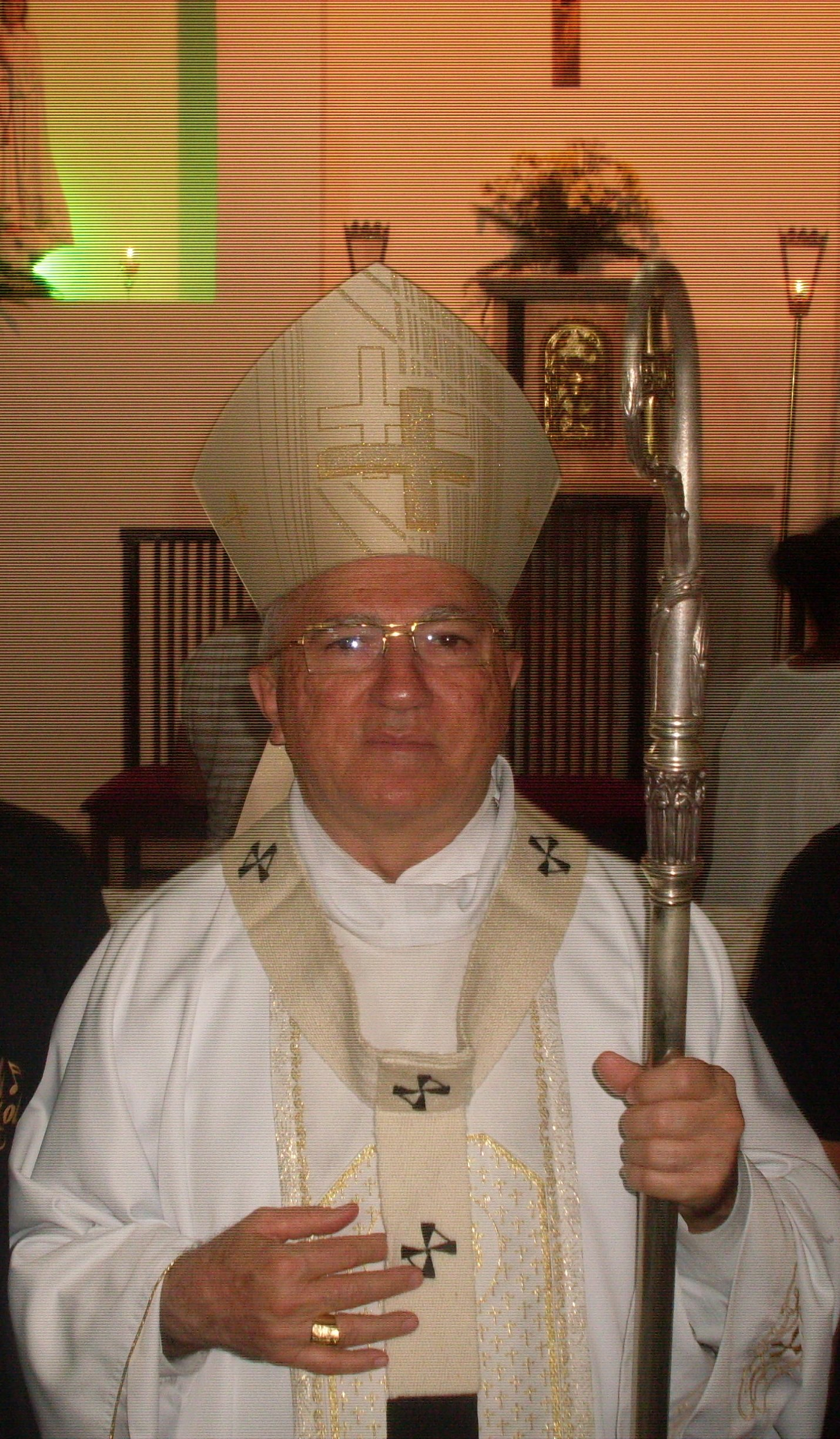
Jaime Vieira Rocha (2013)

Wappen von Jaime Vieira Rocha als Erzbischof von Natal

Jaime Vieira Rocha (* 30. März 1947 in Tangará, Rio Grande do Norte) ist ein brasilianischer Geistlicher und emeritierter römisch-katholischer Erzbischof von Natal.

## Leben
Jaime Vieira Rocha besuchte von 1961 bis 1968 das Kleine Seminar São Pedro. Ein folgendes Studium der Soziologie und Politikwissenschaft an der Fundação José Augusto in Natal schloss er 1971 mit einem Bachelor ab. Anschließend studierte er Philosophie an der Fundação José Augusto in Natal sowie Katholische Theologie am Priesterseminar in Ipiranga und an der Theologischen Fakultät Nossa Senhora da Assunção in São Paulo. Außerdem belegte er an der Universidade Federal do Rio Grande do Norte (UFRN) und am Instituto Brasileiro de Desenvolvimento Sustentável (IBRADES) in São Paulo Kurse im Fach Sozialwissenschaften und absolvierte in Rom einen Kurs für Ausbilder an Priesterseminaren. Der Erzbischof von Natal, Nivaldo Monte, weihte ihn 1974 in der Kirche Nossa Senhora da Conceição in Serra Caiada zum Diakon und spendete ihm am 1. Februar 1975 in der Sporthalle des Serviço Social do Comércio in Natal das Sakrament der Priesterweihe für das Erzbistum Natal.
Rocha war zunächst als Pfarrer der Pfarrei São João Batista in Pendências und als Koordinator für die Pastoral im Erzbistum Natal tätig. Daneben fungierte er für zwei Amtszeiten als Sekretär für die Bildung im Municipio Pendências und gehörte der regionalen Kommission für die Basisgemeinden an. Ab 1987 war Rocha Regens des Priesterseminars São Pedro in Natal, an dem er auch lehrte. Zudem koordinierte er die Berufungspastoral im Erzbistum Natal und wirkte als Spiritual der Bewegung Encontro de Casais com Cristo (ECC). Außerdem war er Bischofsvikar für die Sozialpastoral. Am 29. November 1991 verlieh ihm Papst Johannes Paul II. den Ehrentitel Päpstlicher Ehrenkaplan.
Papst Johannes Paul II. ernannte ihn am 29. November 1995 zum Bischof von Caicó. Der Papst persönlich spendete ihm am 6. Januar 1996 im Petersdom die Bischofsweihe; Mitkonsekratoren waren die Kurienerzbischöfe Giovanni Battista Re, Substitut des Staatssekretariates, und Jorge María Mejía, Sekretär der Kongregation für die Bischöfe und des Kardinalskollegiums. Sein Wahlspruch Scio cui credidi („Ich weiß, wem ich geglaubt habe“) stammt aus 2 Tim 1,12 . Die Amtseinführung erfolgte am 4. Februar 1996. Als Bischof von Caicó gründete und leitete Rocha die Agência de Desenvolvimento Sustentável do Seridó (ADESE). Von 1997 bis 2003 leitete er zusätzlich die Kommission für die Familie und das Leben in der Region Nordeste 2 der Brasilianischen Bischofskonferenz und später die Kommission für die geweihten Amtsträger und das geweihte Leben.
Am 16. Februar 2005 bestellte ihn Papst Johannes Paul II. zum Bischof von Campina Grande. Die Amtseinführung fand am 23. April desselben Jahres statt. In seiner Zeit als Bischof von Campina Grande war er Mitinitiator des Observatório Social do Nordeste (OBSERNE). Außerdem fungierte er von 2007 bis 2008 als Apostolischer Administrator des vakanten Bistums Guarabira. Papst Benedikt XVI. ernannte ihn am 21. Dezember 2011 zum Erzbischof von Natal. Am 26. Februar 2012 erfolgte die Amtseinführung. Im selben Jahr erwarb Rocha an der Katholischen Universität von Pernambuco (UNICAP) in Recife bei Newton Darwin de Andrade Cabral mit der Arbeit Monsenhor Expedito Sobral de Medeiros. Um arauto da dignidade humana no Sertão Potiguar („Monsenhor Expedito Sobral de Medeiros. Ein Verkünder der Menschenwürde im Trockengebiet Potiguar“) einen Master im Fach Religionswissenschaft. Als Erzbischof von Natal fungierte er als Vizepräsident der Region Nordeste 2 und als Vorsitzender der Kommission für die sozialen Kommunikationsmittel. Darüber hinaus leitete er in der Brasilianischen Bischofskonferenz die Sonderkommission für die Selig- und Heiligsprechungsprozesse und gehörte der Kommission für Amazonien an. Rocha setzte sich für die Heiligsprechung der brasilianischen Protomärtyrer Andreas von Soveral, Ambrósio Francisco Ferro, Matteo Moreira und ihrer 27 Gefährten ein. Im Heiligsprechungsverfahren wirkte er als Notar mit. 2022 verlieh ihm die Stadt Natal die Filipe-Camarão-Verdienstmedaille.
Papst Franziskus nahm am 5. Juli 2023 das von Jaime Vieira Rocha aus Altersgründen vorgebrachte Rücktrittsgesuch an.

## Schriften
- Monsenhor Expedito Sobral de Medeiros. Um arauto da dignidade humana no sertão potiguar. Universidade Católica de Pernambuco, Recife 2012 (unicap.br [PDF; 32,3 MB]).
- Jaime Vieira Rocha (Hrsg.): Sob os signos da Esperança e da responsabilidade social. Anais do I e II Encontros dos Bispos do Nordeste (Campina Grande, 1956; Natal, 1959). Editora da Universidade Estadual da Paraíba, 2016, ISBN 978-85-7879-485-9.
- Devocionário dos Santos Mártires de Cunhaú e Uruaçu. Editora Canção Nova, Cachoeira Paulista 2017, ISBN 978-85-7677-929-2.
- Jaime Vieira Rocha, Antônio Murilo de Paiva (Hrsg.): Santos mártires padroeiros do RN. História, testemunho, devoção. Offset Editora, Natal 2022, ISBN 978-85-550-8345-7.